# Monument aux morts d'Alès
Le monument aux morts d'Alès (Gard, France) commémore les soldats de la commune morts lors des conflits du XXe siècle.

## Caractéristiques
Le monument est érigé légèrement à l'extérieur du centre-ville d'Alès, dans la parc du Bosquet. Il est constitué d'un portique en pierre à cinq colonnes encadrant quatre bas-reliefs, évoquant quatre batailles de la Première Guerre mondiale : celles de la Marne, de Verdun, de Champagne et de l'Yser. À chacune des extrémités, une vasque repose sur un socle. Devant le monument, un bassin muni de jets d'eau.
Les noms des soldats de la commune morts au front sont inscrits sur les colonnes : 778 pour la Première Guerre mondiale, 130 pour la Seconde Guerre mondiale, 1 pour la guerre d'Indochine, 9 pour la guerre d'Algérie,.

## Histoire
La construction du monument est évoquée dès 1919, mais l'architecte L. Pierredon n'est désigné que le 18 juillet 1924. Le sculpteur Marcel Mérignargues, est chargé des bas-reliefs, Albert Malanot du reste de l'ornementation. Le monument est inauguré le 25 octobre 1925. Au total, il revient à 99 956 francs dont 20 000 pour la sculpture.
Le monument aux morts est inscrit au titre des monuments historiques le 18 octobre 2018. Il fait partie d'un ensemble de 42 monuments aux morts de la région Occitanie protégés à cette date pour leur valeur architecturale, artistique ou historique.